# Pantomallus martinezi
Pantomallus martinezi là một loài bọ cánh cứng trong họ Cerambycidae.